# جيمي يانسي
جيمي يانسي (بالإنجليزية: Jimmy Yancey)‏ هو عازف بيانو وملحن أمريكي، ولد في 20 فبراير 1894 في شيكاغو في الولايات المتحدة، وتوفي بنفس المكان في 17 سبتمبر 1951 بسبب سكتة والسكري.

## وصلات خارجية
- جيمي يانسي على موقع الموسوعة البريطانية (الإنجليزية)
- جيمي يانسي على موقع ميوزك برينز (الإنجليزية)
- جيمي يانسي على موقع أول ميوزيك (الإنجليزية)
- جيمي يانسي على موقع ديسكوغز (الإنجليزية)